# Provincia del Oriente (Boyacá)
La Provincia de Oriente es una de las 15 Provincias de Boyacá, está agrupada por 8 municipios, un aspecto particular de su localización, es que se encuentra en la zona suroccidental del departamento. El nombre se debe a la designación que tenía la provincia creada en el siglo XIX, y de la cual se desprendió la Provincia de Neira que se encuentra en la zona oriental del departamento.

## Límites
- Norte con la Provincia de Márquez
- Este con la Provincia de Neira
- Sur y Occidente con el Departamento de Cundinamarca

## Municipios
| Insignia | Nombre     | Área (km²) | Habitantes | Altitud (m s. n. m.) | Año de fundación | Código postal |
| -------- | ---------- | ---------- | ---------- | -------------------- | ---------------- | ------------- |
|          | Almeida    | 57,98 km²  | 2.030      | 1925                 | 1907             | 153020        |
|          | Chivor     | 103        | 2.640      | 1.850                | 1905             | 153001        |
|          | Guateque   | 36,1 km²   | 11.400     | 1810                 | 1537             | 153050        |
|          | Guayatá    | 103 km²    | 3.501      | 1700                 | 1821             | 153040        |
|          | La Capilla | 57,26      | 2.821      | 1755                 | 1793             | 153220        |
|          | Somondoco  | 58,7 km²   | 3.048      | 1695                 | 1537             | 153030        |
|          | Sutatenza  | 41,26 km²  | 4.469      | 1895                 | 1783             | 153060        |
|          | Tenza      | 51         | 4.064      | 1560                 | 1537             | 153201        |
|          | Total      | 508,3 km²  | 33.973     | -                    | -                | -             |